# Mario Zagari
Mario Zagari (ur. 14 września 1913 w Mediolanie, zm. 29 lutego 1996 w Rzymie) – włoski polityk i dziennikarz, członek Izby Deputowanych i poseł do Parlamentu Europejskiego I i II kadencji, od 1970 do 1972 minister handlu zagranicznego, od 1973 do 1974 minister sprawiedliwości.

## Życiorys
Ukończył studia prawnicze na Uniwersytecie Mediolańskim, kształcił się w zakresie ekonomii politycznej na Uniwersytecie Humboldtów w Berlinie. Uczestniczył w II wojnie światowej jako oficer na froncie europejskim, od 1943 działał organizacji ruchu oporu Comitato di Liberazione Nazionale. Został aresztowany, po ucieczce z więzienia ukrywał się i działał w partyzantce antynazistowskiej. Zawodowo pracował jako dziennikarz, był redaktorem naczelnym dziennika „Giustizia” i czasopisma „L'Italia Socialista”. W latach 70. i 80. przewodniczył włoskiemu oddziałowi Ruchu Europejskiego, lobbującego na rzecz federalizacji Unii Europejskiej. Opublikował także dwie książki.
Po wojnie zaangażowany w partie lewicowe i ruch antystalinistyczny. Działał kolejno we Włoskiej Partii Socjalistycznej, Włoskiej Socjalistycznej Partii Pracowników (od 1947), Partii Jedności Socjalistycznej (od 1949, jako jej sekretarz), Włoskim Ruchu Jedności Socjalistycznej (od 1958) i od 1959 ponownie we Włoskiej Partii Socjalistycznej (PSI). W latach 1946–1948 członek Zgromadzenia Konstytucyjnego, w latach 1948–1953 i 1963–1979 członek Izby Deputowanych. Od 1962 był także radnym miejskim w Rzymie. Od 1964 do 1969 sekretarz stanu w resorcie spraw zagranicznych, od marca 1970 do lutego 1972 minister handlu zagranicznego w rządach Emiliano Colombo i Mariano Rumora, od lipca 1973 do listopada 1974 minister sprawiedliwości w dwóch rządach Rumora. Od 1969 do 1973 i od 1976 do 1989 był posłem do Parlamentu Europejskiego, w 1979 i 1984 wybierano go w wyborach powszechnych. Przystąpił do frakcji socjalistycznej. W 1979 ubiegał się o fotel przewodniczącego PE (przegrał z Simone Veil), od 1979 do 1982 był wiceprzewodniczącym tego gremium. W 1994 po rozwiązaniu PSI przystąpił do Federacji Pracy.
Odznaczony Krzyżem Zasługi Wojennej oraz odznaczeniem partyzanckim.